# کاستیلیونه تورینز
کاستیلیونه تورینز (به ایتالیایی: Castiglione Torinese) یک کومونه در ایتالیا است که در استان تورین واقع شده‌است.

## خصوصیات
کاستیلیونه تورینز ۱۴٫۲ کیلومترمربع مساحت و ۶٬۴۴۷ نفر جمعیت دارد و ۲۱۶ متر بالاتر از سطح دریا واقع شده‌است.